# Volvo Women's Open 1994
Volvo Women's Open 1994 — жіночий тенісний турнір, що проходив на відкритих кортах з твердим покриттям Dusit Resort Hotel у Паттайї (Таїланд). Належав до турнірів 4-ї категорії в рамках Туру WTA 1994. Турнір відбувся вчетверте і тривав з 11 до 17 квітня 1994 року. Перша сіяна Сабін Аппельманс здобула титул в одиночному розряді, свій другий на цьому турнірі (перший був 1992 року), й отримала 18 тис. доларів США.

## Фінальна частина

### Одиночний розряд
Сабін Аппельманс —  Патті Фендік 6–7(5–7), 7–6(7–5), 6–2
- Для Аппельманс це був 2-й титул в одиночному розряді за рік і 5-й — за кар'єру.

### Парний розряд
Патті Фендік /  Мередіт Макґрат —  Яюк Басукі /  Міягі Нана 7–6(7–0), 3–6, 6–3